# 妖怪ウォッチ

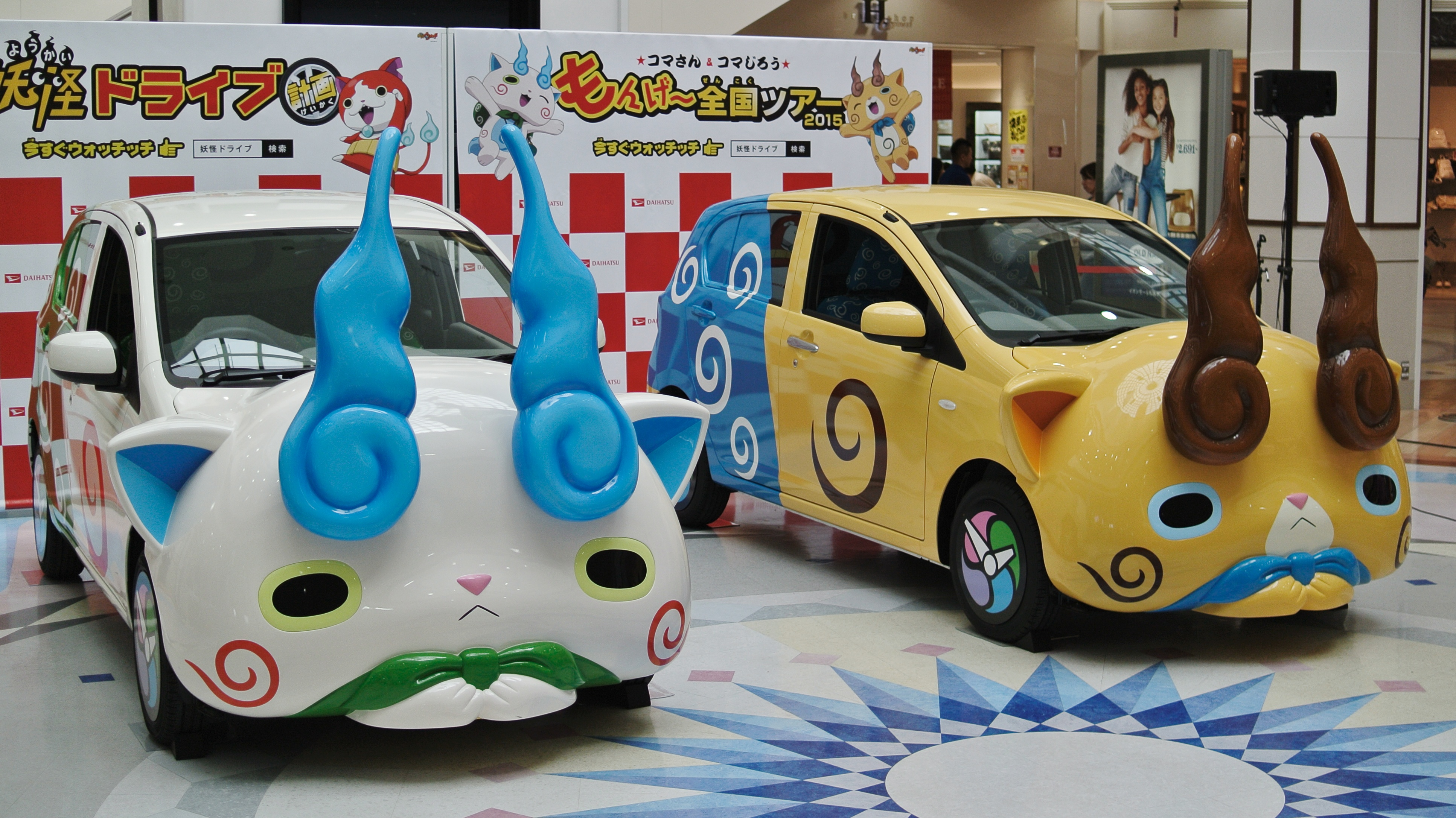
ダイハツが製作した、メインキャラクターのコマさんとコマじろうをモチーフにした改造車

『妖怪ウォッチ』（ようかいウォッチ、英: Yo-kai Watch）は、レベルファイブを主体として日本を中心に展開するクロスメディアプロジェクト、および、2013年7月11日に発売されたニンテンドー3DS専用ゲームソフト、および作中の時計型アイテムの名前。今シリーズは『イナズマイレブンシリーズ』や『ダンボール戦機』と言った先行する2作品と同様にコミックやアニメなどによる多角メディア展開を前提として企画された。ゲームシリーズの世界累計販売数は2021年時点で1700万本を突破した。

## 概要
ある夏の日、主人公は虫取りをしている最中に妖怪執事ウィスパーと出会い、妖怪を見ることのできる不思議な時計・妖怪ウォッチを手に入れる。至る所に出没する妖怪と友達になり、時には彼らと協力して、町の人々の悩み・問題を解決しながら物語を進めていく。作中では、世の中の困った問題や不思議な現象は全て「妖怪のしわざ」とされており、妖怪と「ともだち」契約をすると妖怪メダル（一部シリーズでは妖怪アーク）が渡され、妖怪ウォッチで召喚することができる。
メディアタイアップは主に小学館の『月刊コロコロコミック』と『ちゃお』により行われ、共にコミカライズ版の連載も担当している。その他、数多くの企業・キャラクター・イベントとのコラボレーションを行っている。
作品製作にあたり、日常を舞台とした上で「小学生の悩み」を研究し、それを現代風の「妖怪」として具現化しており、ユーザーの共感を高める事を狙いとしている。また設定やキャラクター名には、往年の映画・テレビ番組・漫画・文学作品や実在の人物などのオマージュやパロディ、駄洒落的な言葉遊びをふんだんに取り入れているのも特徴で、メインターゲットの小学生のみならず性別・世代を越えて幅広く楽しめる内容となっている。ゲーム・アニメ版共に、シリーズごとにシステムや作風を大きく変化させている。
RPG定番の「モンスター」と差別化する意味で、本作の妖怪は動物的でなく自我を持つ“人間”に見立てた存在としており、海外展開においても「Yo-kai」と表現されている。

## 来歴
当作品が初めて公になったのは、2011年10月15日から16日にかけて東京ビッグサイトで開催された「LEVEL5 WORLD 2011」である。プラットフォームなどは未定だったが、イナズマイレブンやダンボール戦機に続く新たなクロスメディアプロジェクトとして公開された。その後、2012年12月15日より『月刊コロコロコミック』でコミカライズ連載を開始。後に販売されたゲームよりも一足早く連載を開始した。
その後、2013年7月11日にニンテンドー3DSソフト『妖怪ウォッチ』が発売された。販売から3週目（7月下旬）で10万本、14週目（10月初旬）で20万本を売り上げたが、販売本数そのものは時間が経つとともに右肩下がりで推移し、平凡な売れ行きであった。
しかし、ソフトが発売してから半年後の2014年1月8日よりテレビアニメ版が放送されたことで一躍注目を浴びるようになる。それを裏付けるように、『妖怪ウォッチ』の販売本数は2014年になってから右肩上がりに変動し、アニメ放送開始直前であった1月初旬（26週目）に30万本を越えるなど、ヒットの兆しを見せた。
続いて、1月11日にバンダイより玩具の『DX妖怪ウォッチ』『妖怪メダル』が発売されると、小学生を中心にブームが沸き起こった。販売から1ヶ月で妖怪メダルは累計300万枚以上を出荷し、瞬く間に各地で完売になるほどの人気商品となった。また、3月14日に東京駅一番街で「妖怪ウォッチ 発見!妖怪タウン」を2ヶ月の期間限定で開業したが、想定以上の来客で品切れを続発したことにより2日で休業する事態となった。3DSソフト『妖怪ウォッチ』の販売本数も5月25日に100万本を越えてミリオンセラーとなった。現在スマホや任天堂スイッチでのリメイクなどでもすることができる。
7月10日に続編の『妖怪ウォッチ2 元祖/本家』が発売されると、発売から4日間でパッケージ版の販売本数が128万本を越え、早くも『妖怪ウォッチ』の発売本数を上回った。さらに、12月20日に初の映画作品『映画 妖怪ウォッチ 誕生の秘密だニャン!』を封切し、次回作品の上映も公開前に決定した。そして妖怪ウォッチ真打も発売する、同作品は公開2日間の興行収入が16億円を越え、東宝映画史上最高記録を更新した。また、12月31日に放送された第65回NHK紅白歌合戦では本作のキャラクターや楽曲を披露する企画コーナーが設けられた。
種々のクロスメディアプロジェクトが成功したことで、本作品は日経トレンディが選んだ2014年ヒット商品ランキングで第2位を獲得し、小学館DIMEトレンド大賞で大賞に選出、2014年の「新語・流行語大賞」のベストテンに選出、Yahoo!検索大賞2014・アニメ部門を受賞などの快挙を成し遂げた。
2015年よりスピンオフ作品『妖怪ウォッチバスターズ 赤猫団/白犬隊』『妖怪三国志』、2016年にはシリーズ3作目『妖怪ウォッチ3 スシ/テンプラ/スキヤキ』を発売、またオフィシャルショップを展開。
2017年には新機軸の『妖怪ウォッチ シャドウサイド』シリーズ（映画・テレビアニメ）を発表。テレビアニメ版は2019年3月まで放送。
2019年4月から同年12月まで、本編シリーズ第2期にあたる『妖怪ウォッチ!』を放送。6月には初のNintendo Switch用ソフトとなるシリーズ4作目『妖怪ウォッチ4 ぼくらは同じ空を見上げている』を発売。また、同作の有償アップデートを含んだバージョン『妖怪ウォッチ4++』はシリーズで初めてPlayStation 4でも発売された。
2019年3月には新ブランド『妖怪ウォッチJam』を発表。この一環で2019年12月より『妖怪学園Y』シリーズ（映画・テレビアニメ）を展開。2020年には同シリーズのゲームソフト『妖怪学園Y 〜ワイワイ学園生活〜』を発売。
2021年4月から2023年3月まで、本編シリーズ第3期にあたる『妖怪ウォッチ♪』を放送。
2023年にシリーズ10周年を迎え、復刻版玩具『妖怪Sメダル』やプレミアムバンダイ限定『妖怪レジェンドメダル クリスタルカラーエディション』、『DX妖怪ウォッチ 10th Anniversary edition』を発売。なお同年でアニメ・玩具等のメディア展開は一旦休止となったが、派生ゲーム『妖怪ウォッチ ぷにぷに』やウェブコミックでオリジナルストーリーを継続。またシリーズの流れをくむ新作『ホーリーホラーマンション』が予告された。

## シリーズ一覧
| 2013 | 妖怪ウォッチ                                               |
| 2014 | 妖怪ウォッチ2 元祖/本家 妖怪ウォッチ2 真打                 |
| 2015 |                                                            |
| 2016 | 妖怪ウォッチ3 スシ/テンプラ 妖怪ウォッチ3 スキヤキ         |
| 2017 |                                                            |
| 2018 |                                                            |
| 2019 | 妖怪ウォッチ4 ぼくらは同じ空を見上げている 妖怪ウォッチ4++ |

### 本編作品
妖怪ウォッチ（3DS：2013年7月11日/Switch：2019年10月10日/iOS・Android：2021年7月10日）
シリーズ第1作。妖怪ウォッチ1とも呼ばれる。
妖怪ウォッチ2 元祖/本家（3DS：2014年7月10日）
シリーズ第2作。シリーズで初めて2バージョン同時発売され、交換・対戦が出来るようになった。
妖怪ウォッチ2 真打（3DS：2014年12月13日）
『元祖/本家』のマイナーチェンジ版。映画連動クエストや新たな妖怪、エリアなどが追加された。
妖怪ウォッチ3 スシ/テンプラ（3DS：2016年7月16日）
シリーズ第3作。新たなエリアとしてUSAが追加され、2人の主人公を随時切り替えてストーリーを進める。また、「タクティクスメダルボード」を使ったバトル仕様になった。
妖怪ウォッチ3 スキヤキ（3DS：2016年12月15日）
『スシ/テンプラ』のマイナーチェンジ版。映画連動クエストなどが追加された。
妖怪ウォッチ4 ぼくらは同じ空を見上げている（Switch：2019年6月20日）
シリーズ第4作。キャラクターがさらに複数人に増え、グラフィックやキャラクターデザイン、バトルシステムなどが大きく変化した。
妖怪ウォッチ4++（Switch・PS4：2019年12月5日）
『4』のマイナーチェンジ版。『4』を購入している場合は追加DLCを購入することで同等の内容となる。新モードのぷらぷらバスターズなどが追加された。

### スピンオフ作品
妖怪ウォッチバスターズ 赤猫団/白犬隊（3DS：2015年7月11日）
2バージョン同時発売。『2 元祖/本家/真打』内のミニゲーム「妖怪ウォッチバスターズ」を独立させたアクションゲーム。
妖怪ウォッチダンス JUST DANCE スペシャルバージョン（Wii U：2015年12月5日）
2015年12月5日に発売されたWii U用ソフト。ダンスゲーム『Just Danceシリーズ』の妖怪ウォッチ版。アニメやゲームに登場した全10曲が収録されている。製作はユービーアイソフト。WiiとWii U用として発売された『JUST DANCE Wii』、『JUST DANCE Wii 2』、『JUST DANCE Wii U』に続く、日本版Just Danceシリーズの第4弾。本作は海外版『Just Dance 2014』がベースとなっている。
妖怪三国志（3DS：2016年4月2日）
歴史シミュレーションゲーム『三國志シリーズ』とのコラボレーション作品。
妖怪ウォッチバスターズ2 秘宝伝説バンバラヤー ソード/マグナム（3DS：2017年12月16日
『3 スシ/テンプラ/スキヤキ』内のミニゲーム「バスターズT(トレジャー)」を独立させたアクションゲームで、『バスターズ 赤猫団/白犬隊』の続編。
妖怪ウォッチJam 妖怪学園Y 〜ワイワイ学園生活〜（Switch：2020年8月13日/PS4：2020年10月29日）
ジャンルは学園生活RPG。Y学園での生活を通して友達作り、事件解決、怨霊退治などをしていく。定期更新型の大型ダウンロード版ソフトとしてリリース、2020年12月17日に更新分を収録したパッケージ版をリリース。

### 派生作品
ようかい体操第一 パズルだニャン（iOS・Android：2013年7月16日）
ジャンルはパズルゲーム。楽曲「ようかい体操第一」に乗せ、キャラクター型のピースをそろえて消して行く。
ようかい体操第一 パズルだニャンDX（Android：2015年3月17日）
『ようかい体操第一 パズルだニャン』のパワーアップ版で、新曲・キャラクター追加等の新要素が追加されている。
2021年7月31日サービス終了。
妖怪ウォッチ ぷにぷに（Android：2015年10月21日/iOS：2015年10月28日）
ジャンルはパズルゲーム。グミ状の「妖怪ぷに」を大きくしたり消したりして敵を攻略していく。開発・運営はNHN PlayArt。
妖怪三国志 国盗りウォーズ（iOS・Android：2018年1月11日）
ジャンルは国盗り戦略RPG。武将妖怪たちが中国大陸を舞台に三国志を繰り広げる。開発・運営はコーエーテクモゲームス。
2023年9月28日サービス終了。
妖怪ウォッチ ゲラポリズム（iOS・Android：2018年5月10日）
ジャンルはリズムアクションゲーム。妖怪ウォッチシリーズの楽曲に乗せて楽器演奏をする。
妖怪ウォッチ ワールド（iOS・Android：2018年6月27日）
ジャンルは妖怪探索位置ゲーム。開発・運営はガンホー・オンライン・エンターテイメント。
2022年12月23日サービス終了。
妖怪ウォッチ メダルウォーズ（iOS・Android：2019年7月30日）
ジャンルは妖怪バトルRPG。開発・運営はネットマーブルモンスター。
2020年12月3日サービス終了。

### 開発中止
妖怪大辞典
iOS、Android用アプリ。ジャンルはクイズRPG。妖怪ウォッチ関連や一般のクイズを解いていきながらプレイする。当初は2016年11月配信予定だったが、2021年1月29日に開発中止が発表された。

## 登場キャラクター
シリーズに拠る詳細については各項を参照。

## 用語
ここでは基本的に各メディア共通の設定を記載。シリーズに拠る詳細については各項を参照。
妖怪
本作に登場する「妖怪」は、作品独自の創作（ウィスパー、ジバニャン、USAピョン等）、新旧の創作・伝承・都市伝説で有名なもの（土蜘蛛、大ガマ、じんめん犬、花子さん、だいだらぼっち、ぬらりひょん等）、更にはそれらの妖怪の名前をもじったもの（グレるりん、ムリカベ、口だけおんな、一旦ゴメン、ガシャどくろ等）が混然として登場する。また乙姫・あしゅら・難陀竜王・七福神・エンマ大王といった「神」をモチーフとしたものも妖怪として扱われている。
外観や特徴により各種族に分かれており、本編ゲームではそれぞれ火・水・雷・風・土・氷・回復・吸収の技属性がある。
世の中の各地に存在し、普通の人間には見えないが、妖怪ウォッチ等に搭載されている「妖怪レンズ」を持つ人間には姿が見え、会話することができる。また妖怪レンズがなくとも霊感のある人間は存在を感じ取ったり、姿だけが見えたり声だけが聞こえるという場合がある。ただし妖怪レンズ無しで姿が見えて会話できる人間は、非常に稀であるとのこと。見えない人間でも、妖怪にとりつかれて精神を支配されている状態の場合、一時的に妖怪の存在を認識できるようになる場合もある。この場合、妖怪が離れると記憶を失う。またコロコロ版のオリジナル設定では「妖怪が心から信頼している人間にはその妖怪の姿が見えるようになる」という事もあるらしい。
妖怪の多くは人間から姿を消しているが、本人たち曰く「油断」すると普通の人間にも姿が見えるようになる場合もある。また例外的に普段から一般人にも姿の見える妖怪や、人間に成りすまして生活している妖怪も存在する。人間用の食べ物や飲み物も摂取することができ、ゲーム版では、バトル中に妖怪にこれらのアイテムを与えることで「ともだち」になる確率が上がり、妖怪ごとに好き嫌いが存在する。
妖怪ウォッチを持つ人間と「ともだち」契約を交わした後でも、召喚時以外は自由に生活しており、アニメ版では妖怪側の都合で召喚を拒否する事もある。
多くの妖怪は、もともと人間や動物、あるいは道具・物（いわゆる付喪神）だったとされている。アニメ映画第2作およびそのコミカライズ版で「死んだ生物は全て妖怪市役所で妖怪として生まれ変わる」という設定が明かされた。ただし場合によってはそのまま存在自体を消される場合もある模様。体内に備わる魂（こん）を抜き取られると仮死状態になり、体内に戻せば再び活動できるようになる。また、お祓いを受けるなどすると「昇天」することがあり、完全に昇天してしまうと妖怪では無くなってしまう。
古典妖怪ではない日本妖怪は、古典妖怪やメリケン妖怪との区別のために「イマドキ妖怪」もしくは「ジャポン妖怪」として分類されている。
派生シリーズの『妖怪学園Y』では、妖魔界の壊滅により人間に転生するなどの措置が取られた。
なお、作品に登場する一部の妖怪は『月刊コロコロコミック』での公募や『課外授業 ようこそ先輩』（Eテレ）等の企画にて考案された妖怪が採用されている。
レジェンド妖怪
伝説級の力を持つ妖怪。「妖怪大辞典」に特定の妖怪を集め、封印を解く事で「ともだち」にする事が出来る。派生としてUSA出身の「メリケンレジェンド妖怪」、歴史上の偉人が妖怪化した「偉人レジェンド妖怪」、ヌー大陸に存在する「ミステリーレジェンド妖怪」も存在する。
古典妖怪
古くから日本に存在している妖怪。妖力が強いので、普通の人間にも視認できる種が多い。
メリケン妖怪
USA出身の妖怪。日本出身の妖怪がUSAで独特の進化を遂げた際にもメリケン妖怪として扱われる。
秘宝妖怪
カセキメダルと秘宝妖怪エンブレムを合わせることで復活する妖怪達の総称。また、特定の秘宝妖怪を集めると大秘宝妖怪｢ヨーデルセン｣を復活させることができる。

妖怪ウォッチ
ウィスパーが主人公に渡した時計型アイテム。男の子主人公（ケータ）の場合は腕時計型になっているが、女の子主人公（フミちゃん）の場合はペンダントのように首からさげる懐中時計型になっている。レーダーで付近に潜む妖怪の位置とランクを測定し、フタの部分の妖怪レンズを通して見て、普段見えない妖怪を探し出し分析することにより妖怪を発見できる。また妖怪メダルを差し込むことにより「ともだち」になった妖怪を召喚できる。
ゲーム内ではチョーシ堂の店主に依頼すれば、より高いランクの妖怪を探すためにグレードアップ出来るが、その都度店主から提示されるクエストのクリアが条件となる。またウォッチランクを一定以上にすることで解放される「ウォッチロック」という封印の扉が要所に点在しているため、ストーリー上強化は必須となる。
妖怪達の間では、人間と妖怪を結ぶための重要なキーアイテムとして伝わっているが、それを徹底否定して妖怪ウォッチを付け狙い破壊しようとする妖怪もいる。
この妖怪ウォッチでは、Zメダル以降のメダルは使えない。ただしコミカライズ版では妖怪ウォッチ零式がないためこれらの使用が可能。
コロコロ版の漫画では妖怪レンズの位置が異なる。漫画ではジバニャンのせいで一度破壊されたことがあるが、後にケータが接着剤で修理した。
アニメ版・コロコロ版共に、妖怪ウォッチU登場後はヒキコウモリが預かってた（コロコロ版では故障し、修理する人を探すため）。
アニメ版『妖怪ウォッチ♪』では、全ウォッチをメンテに出したウィスパーの手違いにより、この初代ウォッチだけが戻ってきたが、これまでの全メダルが使用可能になるなど改良されている。
妖怪ウォッチ零式
主人公の祖父が開発した、世界で初めての人工による妖怪ウォッチで、妖怪レンズのベースである「ふしぎなビー玉」、妖怪センサーのベースである「もんげ〜鈴」、チョーシ堂店長が魂込めて開発した「セイコーン時計」を合わせて開発したもの。男女主人公ともに同デザインの腕時計型。『ぷにぷに』では｢妖気のカケラ｣と｢古びた歯車｣が追加で必要となる。妖怪召喚時にはメダルを挿入した後にベゼルを回転させる操作を行う。
「Zメダル」や「古典メダル」が使えるが、それ以前と以降のメダルは使えない。妖怪以上の隠蔽力を持つ「怪魔」を見つけることができるが、怪魔自体は60年後の世界（つまり主人公達が暮らす現代）には存在しないため、現代の妖怪ウォッチからはこの機能は取り外されている。
現代では「ヨップル社」のCEO妖怪スティーブ・ジョーズによってレプリカが量産されている。劇場版ではケイゾウが妖怪達を「ともだち」にする事に心が開いた事で、自然的に彼の左手に出現した。その後ケータに授ける事になる。
コロコロ版の漫画では登場せず、劇場版のコミカライズ版にも登場しないが、旧式のウォッチが故障した際にウィスパーが安売りで買ってきた。
アニメ版・コロコロ版共に、妖怪ウォッチU登場後はヒキコウモリが預かっていた。アニメ版『妖怪ウォッチ♪』ではメンテに出したウィスパーの手違いで戻って来ず所在不明になっていたが、祖父ケイゾウからの手紙をきっかけに探索の上取り戻し、再びケータが身に付けることになった。こちらも召喚音の変更や全メダルが使用可能になるなど改良されている。
妖怪ウォッチU プロトタイプ / U1・U2 / Version E（妖怪ウォッチE）
ゲーム『3』から登場。プロトタイプはアニメ版では一般販売されていない限定品であり、イナホはUSAピョンが極秘ルートで入手し「宇宙ウォッチ」としてオモチャ屋で買うように仕向けられて入手。ケータはヒキコウモリが友人であるヨップル社の新CEO、マーク・シャッチーバーグからプレゼントされたものを家賃代わりに手渡して入手した。コロコロ版の漫画ではヒキコウモリが懸賞で当てたこのウォッチを家賃代わりにケータに渡した。
アニメ版ではデータ更新によってプロトタイプから正式モデル（色違いでU1〜U5が描かれている）になり、ケータは白色のU1、イナホは黄色のU2になった。ゲーム版『3』では最初からそれぞれU1・U2を所持することになる。以前はメダルの種類によって初代と零式を交換する必要があったが、こちらは初めからメリケンメダル・Uメダルまでの全てに対応できるようになった。
映画第2作では、ケータがエンマ大王（覚醒前）のメダルをセットし、二人の妖怪ウォッチを合わせることによって2枚のエンマ大王メダルとVersion Eに変化した。正式名称は妖怪ウォッチE。
妖怪ウォッチドリーム
ゲーム『3』から登場。妖怪ウォッチにルーレット機能が追加された。コアユニット（本体部分）を取り外して妖怪ブラスター、妖怪ドリル、妖怪バズーカ、妖怪クリーナー、エンマブレード、覚醒エンマ魔笛にセット（ドリームリンク）することで、その妖怪メダルに宿る力を使うことができる。尚、エンマブレードにはエンマ大王メダル、覚醒エンマ魔笛には覚醒エンマのメダルしか対応していない（玩具では全対応）。
アニメ版では『妖怪ドリームランド』のルーレットで5等の景品となっていたもので、ウィスパーの当てたティッシュ一枚から他の妖怪達と景品を次々と物々交換する事でケータが入手した。
妖怪メダル
「ともだち」になった妖怪から渡される、妖怪ウォッチで妖怪を召喚する際に必要なメダル。中央に妖怪のイラストと名前、その下と裏側にそれぞれの種族のシンボルマークがあしらわれており、妖怪によってデザインが異なる。
アニメでは妖怪の身分証明書として設定されており、妖怪ウォッチ零式で召喚されるには、メダル局でメダルを更新する必要がある。
ゲームでは『2』から「Zメダル」や「古典メダル」、『バスターズ』から「Bメダル」「エンマ大王Eメダル」、『3』から「Uメダル」「メリケンメダル」「ドリームメダル」、『妖怪三国志』から「武将メダル」、『黒い妖怪ウォッチ』から「黒い妖怪メダル」、『バスターズ2』から「Tメダル」「秘宝妖怪メダル」が登場する。
コロコロの漫画版では妖怪ウォッチ零式が登場しないため、Zメダルと古典メダルは初期のデザインに変更されている。
劇場版とゲーム版によると、主人公の祖父が助けた妖怪達の名前が記された牛乳瓶の蓋が妖怪メダルのベースとなっている。
メダルの出現に関しては、作品によって異なっている。アニメ版・ちゃお版の漫画では「ともだち」になった妖怪の意思によって自然的に出現することもあれば、場合によって手渡しや落とすこともある。ゲーム版・コロコロ版の漫画では妖怪ウォッチをはめた左拳を「ともだち」になった妖怪の拳（もしくは手かそれに近い物）を合わせることで出現する。
妖怪大辞典
妖怪メダルを収納するファイルで妖怪の詳しい情報が記載されている。一部のページにはレジェンド妖怪が封印されており、ページごとに定められた妖怪メダルを入手すると解放されてレジェンド妖怪と「ともだち」になれる仕組みになっている。
コロコロ版の漫画では妖怪大辞典が登場しない。アニメ版では本編に登場した事があり、毎回「今日の妖怪大辞典」のコーナーも設けられているが、ケータが普段召喚する際はポケットからメダルを取り出している事が多い。
妖怪パッド
ウィスパーとUSAピョンが持っている、タブレット型のアイテム。ゲーム版では様々な機能をアプリケーションの形で管理することができる。
様々な妖怪の情報が記録されている「ウキウキペディア」（「ウィキペディア」のもじり）が閲覧できるが、アニメ版では妖怪に全く疎いウィスパーが慌ててカンニングして知ったかぶりをすることが定番になっている。
妖怪ブラスター
ゲーム『3』ではケータ編第4章で、アニメでは第143話から登場したアイテム。いずれも、前述の妖怪ウォッチドリームのコアユニットを分離させてから装着し、利用する。
アニメではウィスパーが応募していた製品モニターに当選して送られてきた。コアユニット装着後腕に別のコアユニットが装着される。LOWだとセットした妖怪の通常必殺技等が発動するが、HIGHになると溶岩を発射したり地球に向けて隕石を呼び出すなど、とんでもない事態を引き起こしてしまう。
妖怪ウォッチオーガ
ゲーム『4』、アニメ版『妖怪ウォッチ シャドウサイド』シリーズで登場。正式名称は「オーガ封珠鏡」。元は、トウマが所持していた鬼眼ギアで、鬼太郎によって邪気が取り払われ、エンマ大王がオーガと命名した。単体で各時刻に宿っている幻魔を憑依召喚させる。また、妖聖剣をオーガに刺して力を調整することにより、剣舞魔神を憑依召喚することも出来る。
妖怪ウォッチエルダ / エルダ零 / エルダ神
エルダはゲーム『4』、アニメ版『妖怪ウォッチ シャドウサイド』シリーズ及び『妖怪ウォッチ!』で登場。正式名称は「エルダ魔導鏡」。幻妖族によって作られ、それをエンマ大王が入手して改修したもの。『鬼王』ではナツメが選ばれた持ち主として妖怪ウォッチに選ばれ、『鬼王』ではナツメが、『シャドウサイド』では第1話でケースケに所有者が一時的に移ってからはナツメに加えケースケも状況に応じて使用する。『妖怪ウォッチ!』ではウィスパーがメンテに出していた妖怪ウォッチが本品に変更されたもの。
召喚アイテムが、これまでの妖怪メダルから鍵型の妖怪アークに変更になり、『シャドウサイド』では左右にアークを回してからかざすことで妖怪召喚、及び妖怪のサイドチェンジを行う。『妖怪ウォッチ!』では右回しは召喚、左回しは使うたびに効果が異なるワンチャンサイド召喚となる。
エルダ零（ゼロ）/エルダ神（ジン）は『映画妖怪ウォッチ FOREVER FRIENDS』で登場。エルダ零はケータの世界の60年前の妖怪ウォッチで、シンが妖怪を呼び出すときに使用する。エルダと比べて、フタの部分に青い縁取りがあるのが特徴。エルダ神はイツキが使用し、エルダ神でのみ召喚可能なゴッドサイド妖怪を召喚できる。フタの部分に金と銀の龍が描かれているのがエルダ零との大きな違い。
妖怪ウォッチアニマス
ゲーム『4』、アニメ版『妖怪ウォッチ シャドウサイド』で登場。正式名称は「アニマス天承鏡」。アキノリが使用し、幻獣を召喚するときに使用する。幻獣召喚中は召喚者のカロリーを使用するため、アキノリはその間痩せ細ってしまう。召喚には、幻獣ディスクと呼ばれる三角形のディスクを使用する。
妖怪アーク
ゲーム『4』、アニメ版『妖怪ウォッチ シャドウサイド』シリーズ、『妖怪ウォッチ!』で登場。これまでのメダルから鍵の形に変わり、表面に妖怪の名前とイラスト、裏面はアークの種類により異なる。『シャドウサイド』では表面はライトサイド、裏面はシャドウサイドでの妖怪召喚もしくはサイドチェンジ。『妖怪ウォッチ!』では表面は妖怪召喚、裏はワンチャンサイド召喚となる。召喚は、これまでの妖怪ウォッチへのメダル挿入から変更され、アークをエルダの手前の鍵穴に挿入して召喚サイド側への回転の後、アークのイラスト部分をエルダにタッチさせることで行われる。
YSPウォッチ
ゲーム・アニメ『妖怪学園Y』シリーズで登場。地球侵略を企むN星人の技術をもとに、その対抗手段として雲池クマ子らY研が解析・量産したもの。霊的存在を操れるYSP能力者のみが使う事ができ、Yメダルを挿入して怨霊・妖怪を召喚したり、妖怪HEROに変身することができる。YSPウォッチ零式、バイパーコネクター、URウォッチ、魔神ウォッチなどベゼルの異なるものや、形状自体が異なるA（エイリアン）ウォッチなど様々なバリエーションがある。
Yメダル
YSPウォッチおよびその派生のウォッチ専用のメダルで、怨霊召喚、妖怪HEROへの変身、武器や技の使用など、目的によって様々な種別がある。またミステリアルメダルは学園内に出現した謎の建物「Yサークル」の鍵となっている。学園の謎解きや怨霊を退治した時などに、そのエネルギーがウォッチの力によって凝縮され、メダルとなって新たに出現する。

## 舞台
各シリーズとも基本的には以下の「さくらニュータウン」と「妖魔界」を中心に展開する。シリーズに拠る詳細・他の舞台については各項を参照。
さくらニュータウン
ケータ・フミちゃん達、現代の主人公の住む街。「桜中央駅」を中心に商店街や住宅街などが広がる、表向きはごく平凡な地方都市。しかし、さくら住宅街の「おおもり神社」奥にはウィスパーが封印されていた妖怪ガシャと「妖魔界」の入口となるご神木があり、街にも多くの妖怪が隠れ住んでいる。昭和の時代では「桜町」と呼ばれていた。
テレビアニメ本編シリーズでは、基本的にこの街での普遍的な日常が描かれる。
茨城県つくば市にある同名の地名とは無関係であり、モデルはレベルファイブの本社がある福岡県福岡市とされる。

妖魔界 / 妖怪ワールド
妖怪たちの暮らす世界。おおもり神社のご神木の中に封印されている専用の「妖怪エレベーター」や妖怪・うんがい鏡などを通じて人間界と行き来することができる。『バスターズ』以降の作品では「妖怪ワールド」と呼ばれることもある。
宮殿にてエンマ大王が統治し、政治を執り行う評議会が存在する（議長はゲーム『1』ではイカカモネ、『2』以降ではぬらりひょん）。
各シリーズごとで全体の外観が変化している。建物は目玉模様などが入っているのが特徴で、食事処やリゾート・レジャー施設などもあり、基本的には人間界の繁華街と似たような風体である。
ゲームシリーズではストーリー上、毎回何らかの事情で主人公達が訪れることになる。
アニメ版ではケータがウィスパーと共に妖怪ウォッチ零式を購入しに行く際にうんがい鏡で初めて訪れており、その後も妖魔界の番組観覧・出演などの目的で度々訪れている。また妖魔界を舞台としたミニシリーズもある。
なお派生シリーズの『シャドウサイド』およびゲーム『4』ではエンマに代わり蛇王カイラが統治しており、『妖怪学園Y』ではN星人の襲来によって壊滅状態になったとされる。

## メディアミックス
ゲーム内アニメーション、テレビ・劇場版アニメ共に、これまでレベルファイブ作品である『イナズマイレブンシリーズ』、『ダンボール戦機』シリーズでゲーム内アニメーションを手がけてきたオー・エル・エムが担当している。

### テレビアニメ
いずれもテレビ東京系列他にて放送。
| No | タイトル                                | 放送開始日     | 放送終了日     | 話数    |
| -- | --------------------------------------- | -------------- | -------------- | ------- |
| 1  | 妖怪ウォッチ                            | 2014年1月8日   | 2018年3月30日  | 全214話 |
| 2  | 妖怪ウォッチ シャドウサイド             | 2018年4月13日  | 2019年3月29日  | 全49話  |
| 3  | 妖怪ウォッチ!                           | 2019年4月5日   | 2019年12月20日 | 全36話  |
| 4  | 妖怪ウォッチJam 妖怪学園Y 〜Nとの遭遇〜 | 2019年12月27日 | 2021年4月2日   | 全63話  |
| 5  | 妖怪ウォッチ♪                           | 2021年4月9日   | 2023年3月31日  | 全98話  |

#### 劇場版
劇場版も制作されている。
| No | タイトル                                                                 | 公開日          | 監督                  | 脚本              | 興行収入 | 特別出演（ゲスト声優）                                                                  | 備考                                                       |
| -- | ------------------------------------------------------------------------ | --------------- | --------------------- | ----------------- | -------- | --------------------------------------------------------------------------------------- | ---------------------------------------------------------- |
| 1  | 映画 妖怪ウォッチ 誕生の秘密だニャン!                                    | 2014年 12月20日 | ウシロシンジ 髙橋滋春 | 加藤陽一          | 78.0億円 | 志村けん、片岡愛之助、島崎遥香（AKB48）                                                 |                                                            |
| 2  | 映画 妖怪ウォッチ エンマ大王と5つの物語だニャン!                         | 2015年 12月19日 | ウシロシンジ 髙橋滋春 | 加藤陽一 日野晃博 | 55.3億円 | 長澤まさみ、堀ちえみ、博多華丸・大吉、武田鉄矢                                          |                                                            |
| 3  | 映画 妖怪ウォッチ 空飛ぶクジラとダブル世界の大冒険だニャン!              | 2016年 12月17日 | ウシロシンジ 横井健司 | 加藤陽一 日野晃博 | 32.6億円 | 山﨑賢人、斎藤工、浜辺美波、黒島結菜 澤部佑（ハライチ）、遠藤憲一、武井咲 ※実写キャスト |                                                            |
| 4  | 映画 妖怪ウォッチ シャドウサイド 鬼王の復活                              | 2017年 12月16日 | ウシロシンジ          | 日野晃博          | 20.4億円 | 上白石萌音、千葉雄大                                                                    | ケータ以外が主人公の派生シリーズ                           |
| 5  | 映画 妖怪ウォッチ FOREVER FRIENDS                                        | 2018年 12月14日 | 高橋滋春              | 日野晃博          | 12.5億円 | 小栗旬、ブルゾンちえみ                                                                  | ケータ以外が主人公の派生シリーズ                           |
| 6  | 映画 妖怪学園Y 猫はHEROになれるか                                        | 2019年 12月13日 | 高橋滋春              | 日野晃博          | 7.5億円  | 木村佳乃、渡部建（アンジャッシュ）                                                      | ケータ以外が主人公の派生シリーズ                           |
| 7  | 映画 妖怪ウォッチ♪ ケータとオレっちの出会い編だニャン♪ワ、ワタクシも〜♪♪ | 2021年 11月12日 | 須藤典彦              | 加藤陽一          | 未公開   | なし                                                                                    | テレビアニメ （無印版）のダイジェスト イオンシネマのみ公開 |
| 8  | 妖怪ウォッチ♪ ジバニャンvsコマさん もんげー大決戦だニャン                | 2023年 1月13日  | 泉保良輔              | 加藤陽一          | 未公開   | なし                                                                                    | アニメ特別編（タイトルに「映画」の名称なし）               |

#### プラネタリウム
コニカミノルタプラネタリウム配給でテレビアニメのプラネタリウム版を制作。2016年より第1作、2022年より第2作を放映。

### 漫画版
連載作品のみ記述。
コロコロコミック版『妖怪ウォッチ』『妖怪ウォッチ!』
作者：小西紀行
第38回講談社漫画賞児童部門、第60回小学館漫画賞児童向け部門受賞作品。『コロコロコミック』2013年1月号から2023年1月号まで連載のギャグマンガ。
基本設定はアニメ版を踏襲しており、主人公はケータ。フミちゃんは妖怪ウォッチを持たず、妖怪はケータ以外には見えない。また漫画版独自の設定やオリジナルストーリーも展開された。
姉妹誌の『別冊コロコロコミック』でも2013年8月号から2023年4月号まで、低年齢向けの『コロコロイチバン!』でも2014年1月号から2023年6月号まで連載。コロコロイチバン版では基本的にジバニャンが主役となる番外編ストーリーが連載された。また月刊コロコロコミックでは、映画版のコミカライズも同時に連載されている。
2015年5月号からは、イナホを主人公とする回も同時に掲載され、イナホ編とケータ編がリンクする描写もあった。
アニメやゲーム同様、同作者にて2018年より『妖怪ウォッチ シャドウサイド』、2019年より『妖怪学園Y』も連載していたが、この間も並行して別冊コロコロコミックやコロコロイチバンで従来シリーズも継続していた。
2019年放送のアニメ『妖怪ウォッチ!』に合わせ、第16巻よりタイトルロゴが「!」を追加した表記となった。
ちゃお版『妖怪ウォッチ 〜わくわく☆にゃんだふるデイズ〜』
作者：もりちかこ
『ちゃお』2014年2月号から2017年5月号まで連載の少女漫画。フミちゃんが主人公。アニメ・コロコロ版とは逆に、ケータは妖怪ウォッチを持たない。またウィスパー・ジバニャンとも初めに古道具屋で出会うなど独自の設定が多い。
2015年8月号よりショートストーリー主体のフミちゃんサイドと4コマ主体のイナホサイドの同時掲載に移行した。ゲーム『3』ではフミちゃんが女主人公から外されたが、本作では彼女が主人公のまま新しいウォッチや妖怪を登場させ、2代目女主人公のイナホと共演させた珍しいメディアミックスである。
最終話を含む一部エピソードは単行本未収録となっている。
また、同じく小学館から刊行されている少女誌『ぷっちぐみ』においても、同じくもりちかこによる漫画版が掲載された。
『4コマ妖怪ウォッチ ゲラゲラマンガ劇場』
作者：ココナス☆ルンバ
『コロコロコミックSPECIAL』2014年10月号から2018年8月号まで連載。
『妖怪ウォッチ あつまれ! ともだち妖怪』
作者：須藤ゆみこ
『てれびくん』2015年3月号から2020年6月号まで連載。全64話。当初はフルカラーだったが第31話からモノクロになっている。ウェブコミック『マンガ5』にて2021年10月21日から2022年12月22日まで再掲載。
『コマさん 〜ハナビとキセキの時間〜』
作者：柴本翔
『ヒバナ』1号（『ビッグコミックスピリッツ』2015年4月10日増刊号）から6号（『ビッグコミックスピリッツ』2015年9月10日増刊号）まで連載。コマさんを主役としたスピンオフ作品。
『コマさん 〜たまきと流れ星のともだち〜』
作者：柴本翔
『ヒバナ』2016年8月号（『ビッグコミックスピリッツ』2016年8月10日増刊号）から2016年12月号（『ビッグコミックスピリッツ』2016年12月10日増刊号）まで連載。前作同様コマさんを主役としたスピンオフ作品。
『妖怪ウォッチ 4コマだじゃれクラブ』
作者：春風邪三太
『コロコロイチバン!』2015年4月号より2023年2月号まで連載。
『妖怪ウォッチバスターズ』
作者：おおばあつし
『月刊コロコロコミック』2015年6月号から10月号まで連載。ゲーム『妖怪ウォッチバスターズ 赤猫団&白犬隊』のコミカライズだが、ストーリーはオリジナルの物になっており、設定も一部異なる。
『エンマの休日』
作者：須藤ゆみこ
『マンガ5』にて2020年10月15日より連載。エンマ大王とぬらりひょんが人間界でグルメ食べ歩きを楽しんだり、「グルメボール」なるアイテムを目的に料理対決をするスピンオフ作品。『ピッコマ』『ebookjapan』等にも掲載。
『1%ORANGE×妖怪ウォッチ ～青春に妖怪がいる!?～』
作者：羊の目。
『マンガ5』にて2021年10月15日に掲載。著者の作品「1％ORANGE」とのコラボ漫画。
『まんが ニャーサー王物語』
作者：古岸三
『マンガ5』にて2021年11月16日より2023年3月8日まで不定期連載。『妖怪ウォッチ ぷにぷに』内イベントのストーリーをコミカライズ。
『まんが 半妖の滅龍士』
作者：三越はるは
『マンガ5』にて2022年12月12日より2024年7月8日まで連載。『妖怪ウォッチ ぷにぷに』内イベントのストーリーをコミカライズ。

### アーケードゲーム

#### データカードダス
妖怪ウォッチ ともだちウキウキペディア
2014年1月より稼働されたバンダイより発売のデータカードダスタイトルの1弾。筐体は『仮面ライダーバトル ガンバライジング』と同じ外観のデータカードダスOタイプ。データカードダスでは初の、予め印刷されたカードではなく、『モンスター烈伝 オレカバトル』のようにオンデマンドでプリントされるカードが払い出される。また、データカードダスで初めてレバーが搭載された筐体でもある。登場するキャラクターは各弾によって異なるが、過去の弾に登場したエリアを選択することも可能。
リリース
- 2013年12月26日 - ロケーションテスト開催。全25種。
- 2014年1月30日 - 第1弾稼動開始。新規エリアは「いちょうタウン」。
- 2014年4月10日 - 第2弾稼動開始。新規エリアは「にわとこ町」。
- 2014年6月12日 - 第3弾稼動開始。新規エリアは「みつば市」。
- 2014年7月24日 - 第4弾稼動開始。新規エリアは「しゃくやく神社」。
- 2014年10月9日 - 第5弾稼動開始。新規エリアは「イツサキ小学校」。
- 2014年12月11日 - 第6弾稼動開始。新規エリアは「ケマモト村」。
- 2014年3月19日 - 第7弾稼動開始。新規エリアは「ニャンジャータウン」。
- 2014年6月26日 - 第8弾稼動開始。新規エリアは「ハッカ浜リゾート」。
- 2014年7月23日 - 第8弾G ビッグボス大乱闘! 稼働開始
- 2015年9月17日 - 第9弾 妖怪ニャルトラクイズ稼働開始。新規エリアは「妖怪ニャルトラクイズ」。
- 2015年10月29日 - 第9弾G めざせ!USA! 稼働開始
- 2015年12月17日 - 第10弾稼動開始。新規エリアは「さくらニュータウン」。
- 2016年2月4日 - 第11弾 ボスラッシュ超特急（エクスプレス） 稼働開始。新規エリアは「妖魔特急」。
- 2016年3月24日 - 第12弾 さくら国を統一せよ!稼動開始。新規エリアは「さくら国」。
- 2016年5月12日 - 第13弾稼動開始。新規エリアは「ニャンバーワンパーク」。

妖怪ウォッチ ともだちウキウキペディアドリーム
2016年7月28日より稼働されたバンダイより発売のデータカードダスタイトルの3弾で、ウキウキペディアシリーズの続編。ウキウキペディアシリーズの弾数はリセットされたが、これまでにウキウキペディアで入手したカードも使用可能で、セットして新しくカード化し直せば、これまでにカードが持っていた装備アイテムを失い、ドリームのカードにまだ設定されていないカードは固有のスキルが付かないものの、ドリームのカードに変化するとともに「ようかいマイページ」にも所有したことがある妖怪に追加される。また、バージョンアップ後にドリームのカードに新たに追加設定されると、ドリームのスキル付きカードに変化する。
今作より筐体やカードデザインが仕様変更し、新たに妖怪ドリームメダルを使用可能。種族によりパワーアップする効果が異なる。さらに「妖気」がチャージされていると、バトル後のウキウキドリームルーレットで1等になる確率がアップする。また、友情レベルの上限が20に引き上げられ、到達するとカードのデザインがレインボーに変化する。
第11弾を以って終了し『妖怪ウォッチ ウキウキペディアシャドウサイド』へ移行。
リリース
- 2016年7月28日 - 第1弾稼動開始。
- 2016年9月29日 - 第2弾稼動開始。
- 2016年12月15日 - 第3弾稼動開始。
- 2016年12月17日 - 期間限定で映画連動エリア追加。
- 2017年2月9日 - 第4弾稼動開始。
- 2017年4月6日 - 第5弾稼動開始。

- 2017年6月8日 - 第6弾稼動開始。
- 2017年8月10日 - 第7弾稼動開始。
- 2017年10月12日 - 第8弾稼動開始。
- 2017年12月14日 - 第9弾稼動開始。
- 2018年2月15日 - 第10弾稼動開始。
- 2018年4月26日 - 第11弾稼動開始。

妖怪ウォッチバスターズ 鉄鬼軍
2015年12月より稼働されたバンダイより発売のデータカードダスタイトルの第2弾。『大怪獣ラッシュ ウルトラフロンティア』の筐体を流用した4人同時バトルで、妖怪メダルやウキウキペディアのカードも使用可能。『妖怪ウォッチバスターズ 月兎組』と連動する。鉄鬼軍12弾を以てサービス終了。
リリース
- 2015年12月25日 - 鉄鬼軍1弾稼動開始。
- 2016年3月10日 - 鉄鬼軍2弾稼動開始。
- 2016年5月19日 - 鉄鬼軍3弾稼動開始。
- 2016年7月14日 - 鉄鬼軍4弾稼動開始。
- 2016年9月15日 - 鉄鬼軍5弾稼動開始。
- 2016年11月17日 - 鉄鬼軍6弾稼動開始。

- 2017年1月19日 - 鉄鬼軍7弾稼動開始。
- 2017年4月27日 - 鉄鬼軍8弾稼動開始。
- 2017年7月27日 - 鉄鬼軍9弾稼動開始。
- 2017年10月26日 - 鉄鬼軍10弾稼動開始。
- 2017年12月21日 - 鉄鬼軍11弾稼動開始。
- 2018年3月1日 - 鉄鬼軍12弾稼働開始。
- 2018年9月 ライセンスカード、3DSゲーム連動のサービス終了。

#### タッチパネルゲーム
妖怪ウォッチ ジバニャンといっしょ／妖怪ウォッチ コマさんといっしょ
2015年3月からバンダイナムコゲームス（現：バンダイナムコアミューズメント）より稼働された低年齢向けタッチパネルゲーム。筐体はジバニャン型・コマさん型の2種類があり、口や胴体はタッチパネルの映像になっている。

### TCG
『妖怪ウォッチとりつきカードバトル』は、2014年5月2日から2016年12月17日にバンダイより展開されたトレーディングカードゲーム。スタートパック（15枚）とブースターパック（5枚）のほか、自販機ブースター（3枚）がある。

### LINEスタンプ
『妖怪ウォッチ 日常編』『妖怪ウォッチ 妖怪編』『妖怪学園Y』『妖怪ウォッチ 10周年ありがとうスタンプ』
描き下ろしイラストのレベルファイブのLINEスタンプ。
『妖怪ウォッチ アニメスタンプ』『妖怪ウォッチ アニメスタンプ2』『妖怪ウォッチ 飛び出す!ポップアップ』『妖怪ウォッチ ゆるかわアニメスタンプ』
描き下ろしイラストのレベルファイブの動くLINEスタンプ。
『妖怪ウォッチ しゃべる名言スタンプ』
描き下ろしイラストのレベルファイブの音声付きLINEスタンプ。
『妖怪ウォッチ×サンリオキャラクターズ』
サンリオキャラクターとのコラボLINEスタンプ。現在は配信が終了している。
『妖怪ウォッチ5周年記念スタンプ』
iOS/Android用アプリ「妖怪ウォッチワールド」のリリースと妖怪ウォッチシリーズの5周年を記念して配信されたLINEスタンプ。現在は配信終了。
『妖怪ウォッチ メダルウォーズスタンプ』
iOS/Android用アプリ「妖怪ウォッチ メダルウォーズ」の事前登録期間中に配信されたLINEスタンプ。現在は配信終了。

### LINE着せかえ
『妖怪ウォッチ』『妖怪ウォッチ(POP&CUTE)』
人気の妖怪たちが集まったレベルファイブのLINE着せかえ。

### テーマパークアトラクション
「妖怪ウォッチ 鬼時間脱出大作戦」
東京池袋のサンシャインシティ内にあるナンジャタウンにて、2014年11月28日から2019年2月24日まで常設されていた、ウォークスルー形式のアトラクション。
鬼時間に迷い込んでしまい、アトラクションのアイテムである 妖怪パッド（「ヨーカイパッド」と表記）を手に「音を出すな」「光を避けろ」といった様々なミッションをこなし、赤鬼や見回り鬼に見つからないよう、ともだち妖怪とともに「鬼時間」から脱出を目指すアトラション。
「黒い妖怪ウォッチ in ナンジャタウン」
ナンジャタウンでの2017年3月24日〜5月28日の期間限定イベント。常設アトラクション「もののけ探険隊」を「黒い妖怪ウォッチ」のキャラクターに置き換え、コラボメニュー・グッズなどを販売。
「妖怪ウォッチ THE REAL / 2 / 3 / 4」「ようかい体操 THE REAL」
2015年4月のLEVEL5 VISION 2015-THE BEGINNING-で発表されたユニバーサル・スタジオ・ジャパンの期間限定アトラクション。アトラクションで使う妖怪ウォッチは原作を忠実に再現。
当初は2015年7月3日から9月6日までの限定稼働を予定、アトラクションをスムーズに楽しめるように小学生以下およびその家族向けに「こどもせいりけん」が、それ以外に専用のユニバーサル・エクスプレス・パス2種（「ユニバーサル・エクスプレス・パス5+1 〜妖怪ウォッチ〜」と「サマー・スペシャル・エクスプレス・パス 〜妖怪ウォッチ〜」）が用意された。
2015年8月24日に、期間を2015年10月12日まで延長を発表した。延長最終日の2015年10月12日には、2015年11月13日から2016年1月13日の期間で第2弾の開催を発表した。10月16日には、転売と判明したチケット無効化等の厳正な措置を行うことを発表した。
2016年5月20日に、第3弾となる「妖怪ウォッチ THE REAL 3」を2016年7月1日から実施を発表。『ユニバーサル・妖怪ウォッチ・ザ・フェスティバル』として本アトラクションの他、アニメ・セレブレーション内で『ようかい体操 THE REAL』を、スタジオ・スターズ・レストランでは『妖怪スタジオ・スターズ・レストラン』を実施。その後、期間延長が発表され、10月7日からは登場妖怪の追加やパークオリジナル妖怪が登場する『妖怪ウォッチ THE REAL 4』、『ようかい体操 THE REAL』に加え、「妖怪ウォッチ3 スシ/テンプラ」で専用のクエストがダウンロードできる『ニャーミネーター妖気研究所』の構成になる。2016年12月26日に、USJの公式Twitterで『ようかい体操 THE REAL』の2018年3月31日までの延長が発表されたが、諸事情により2018年1月8日までに短縮された。

### 常設ショップ
2015年より、作品関連の各種グッズを取り扱ったキャラクターショップ「妖怪ウォッチ オフィシャルショップ ヨロズマート」を営業した。
以前は期間限定ショップ「妖怪ウォッチ 発見! 妖怪タウン」を全国各地にてオープンしていたが、2015年10月23日には初の常設店となる「ヨロズマート in アーバンドック ららぽーと豊洲」がオープンした。また、2016年7月1日には初の常設アッカンベーカリーを備えた「ヨロズマート 福岡総本店」がキャナルシティ博多にオープンした。レベルファイブの本社がある福岡のほうが総本店扱いになる。運営協力はBIGFACE（現コンテンツ・スリー）・バンダイナムコアミューズメント。
また、これとは別に中小規模の店舗「ヨロズマートミニ」も2016年7月より展開した。
なお、「ヨロズマート」「アッカンベーカリー」はいずれもゲーム内に実際に登場するコンビニエンスストア、パン屋である。常設の「ヨロズマート」は内装自体も作品内の世界を再現（店舗により、再現する舞台は異なる）、「ヨロズマートミニ」の中規模店舗（柏・武蔵小杉・東京駅一番街）ではゲームでの「ヨロズマート」を再現している。「ヨロズマートミニ」の小規模店舗および「出張ヨロズマート」は通常のショップとして営業。「アッカンベーカリー」はキャナルシティ博多にあった常設店の他に、ワゴン車による「移動式アッカンベーカリー」が各地のイベント等で販売された。
当初は関東圏や、ゆかりの地でもある九州での出店を中心とし、2017年春に関西圏・中京圏・北海道においてそれぞれ常設店がオープンしていた。
2017年7月からは一部店舗で、同じくレベルファイブのクロスメディア作品である『スナックワールド』関連グッズの取り扱いを開始。同年8月10日より、取扱店舗を東京駅一番街店を除く全店に拡充すると共に、店舗名称が「レベルファイブ ヨロズマート」と変更になり、従来の妖怪ウォッチロゴに代わり「LEVEL5クロスメディアマーク」が追加された。
2018年より各地の店舗が立て続けに閉店となり、同年6月以降は福岡・武蔵小杉・海老名の3店のみ営業、2019年2月の福岡総本店閉店をもって実店舗は一旦全て営業終了となった。
代わりにオンラインショップが2018年7月24日よりエイベックスのmu-moショップ内にオープンした。また同時期よりレベルファイブのクロスメディア作品『イナズマイレブン』『レイトンシリーズ（レイトン ミステリー探偵社）』関連グッズの扱いも開始した。
総本店閉店後、キャラクター雑貨店・GraffArt Shop店内にて「出張ヨロズマート」を常設コーナーとして新たに設置開始。2019年4月20日に渋谷MAGNET by SHIBUYA109店、5月18日にEBeanS 仙台店、名古屋店、なんば店、福岡天神店がオープンした。運営・企画協力は株式会社A3に移行。なお、EBeanS仙台店、福岡天神店はGraffArt Shopの閉店に伴い終了。
2020年、新型コロナウイルス感染症の流行に伴う緊急事態宣言を受け、渋谷店は4月8日-5月31日、名古屋店・なんば店・福岡天神店は4月9日-5月19日の間臨時休業した。また、この間に池袋店が5月22日-7月31日の間臨時オープンした。
2022年1月25日をもってGraffArtShop渋谷店閉店、商品取扱いは池袋店に移転。3月末をもって「ヨロズマート」ブランドでの販売を終了。

#### 過去の店舗
- レベルファイブ ヨロズマート：常設の大規模店舗。店内配付されるチケットで大規模店舗限定の商品が購入出来る『ふくふく時間』『鬼時間』あり
  - アーバンドック ららぽーと豊洲（東京都江東区）（2015年10月23日 - 2018年5月27日[62]） - ヨロズマート1号店。さくらニュータウンを再現した店舗になっていた。
  - キャナルシティ博多（福岡県福岡市博多区）（2016年7月1日[50] - 2019年2月24日[64] ） - 福岡総本店の扱いで、妖魔界を再現した店舗になっていた。『アッカンベーカリー」を併設。2018年8月よりアッカンベーカリーでのパンの販売は終了し、フォトスポットに転換された[75]。
  - ららぽーと甲子園（兵庫県西宮市）（2017年3月9日[54] - 2018年5月20日[63]） - イナウサ不思議探偵社およびアオバハラを再現した店舗になっていた。
  - メイカーズ ピア（愛知県名古屋市港区）（2017年3月13日[55][56] - 2018年4月8日[76]） - 内装はプロジェクタ投影により様々に変化した。
  - カテプリ新さっぽろ（北海道札幌市厚別区）（2017年4月21日[57] - 2018年4月30日[77]） - メイカーズ ピア名古屋店同様、内装はプロジェクタ投影により様々に変化した。

- レベルファイブ ヨロズマートミニ：常設の中・小規模店舗
  - 東京駅一番街（東京都千代田区）（出張ヨロズマート：2016年3月18日 - 2017年7月20日[注 7] → ヨロズマートミニ：2017年7月25日 - 2018年5月31日[61]） - 当店のみ妖怪ウォッチ関連グッズのみの販売。2017年7月21日に一時閉店し、ヨロズマートミニへリブランドし常設店に昇格、店舗も東京キャラクターストリートのエリアに移設[78]。
  - ららぽーと海老名（神奈川県海老名市）（2016年7月8日 - 2019年1月27日[注 8]） - ヨロズマートミニの1号店で、アミューズメント施設「namco AsoMIX」内の1施設として開業。
  - セブンパーク アリオ柏（千葉県柏市）（2016年7月15日[53] - 2018年1月14日[60]）
  - グランツリー武蔵小杉（神奈川県川崎市中原区）（2016年7月20日 - 2019年1月20日[79]） - 2017年9月25日に一時閉店し2017年10月13日より3階から4階に移転。
  - イオンレイクタウンmori（埼玉県越谷市）（2016年12月15日[80] - 2018年5月7日[81]）

- 出張ヨロズマート / 出張レベルファイブ ヨロズマート：店内イベント・コーナー展開
  - かんぽの宿（一部を除く）（2016年7月16日 - 8月31日） - 「夏休みだ!かんぽの宿だニャン! ゲラゲラ湯遊記」キャンペーンの一環として設置[82]
  - 山形屋（鹿児島県鹿児島市）（2016年12月26日 - 2017年1月4日） - 山形屋の催事として開催。前述の「移動式アッカンベーカリー」も出店[80]
  - ファミリーマートの一部店舗（2016年11月30日 - [83]） - 店内コーナー展開
  - コクーンシティ（埼玉県さいたま市大宮区）（2016年7月1日 - 8月31日出店。後に2016年12月3日 - 2017年1月31日再出店[80]）
  - 新宿マルイアネックス（東京都新宿区）（2016年12月12日 - 2017年2月2日[80]）
  - なんばマルイ（大阪府大阪市）（2016年12月17日 - 2017年2月5日[80]）
  - イオンモール徳島（徳島県徳島市）（2017年4月24日 - 2017年10月29日[84]）
  - イトーヨーカドー（2017年12月6日 - 2018年2月）[85] - 「妖怪ウォッチフェア」として店内コーナー展開

- オンラインショップ（2018年7月23日 - 2020年7月9日：mu-moショップ内[66] → 2020年7月10日 - 2022年3月31日[注 6]：GraffArt Shop with A3 MARKET ONLINE / eeo store内）[86]

- 出張レベルファイブ ヨロズマート：GraffArt Shop 店内コーナー展開
  - MAGNET by SHIBUYA109店（東京都渋谷区）（2019年4月20日 - 2022年1月25日）
  - EBeanS 仙台店（宮城県仙台市青葉区）（2019年5月18日 - 2019年9月30日）
  - 福岡天神店（福岡県福岡市中央区）（2019年5月18日 - 2021年2月14日）
  - 名古屋店（愛知県名古屋市中村区）（2019年5月18日 - 2022年3月31日[注 6]）
  - なんば店（大阪府大阪市浪速区）（2019年5月18日 - 2022年3月31日[注 6]）
  - 池袋店（東京都豊島区東池袋）（2020年5月22日 - 2020年7月31日、2022年1月15日 - 2022年3月31日[注 6]）

- 出張レベルファイブ ヨロズマート：新星堂 店内コーナー展開（期間限定）
  - mozoワンダーシティ店（愛知県名古屋市西区）（2019年12月13日 - 2020年1月31日[87]）
  - 難波店（大阪府大阪市中央区）（2019年12月13日 - 2020年1月31日[87]）
  - キャナルシティ博多店（福岡県福岡市博多区）（2019年12月13日 - 2020年1月31日[87]）

#### コラボレーション商品
レベルファイブ ヨロズマートでは、レベルファイブの地元である福岡県をはじめとして、全国各地の銘菓とのコラボレーションによる商品を販売していた。
- 元祖まんじゅう・本家まんじゅう - 『2』の冒頭で登場する饅頭で、東京都の銘菓の一つである「志ほせ饅頭」（塩瀬総本家）とのコラボ
- ジバニャンのにわかせんぺい - 福岡県を代表する銘菓の一つである「二◯加煎餅」（東雲堂）とのコラボ
- コマさんのほっぺ - 福岡県を代表する銘菓の一つである「鶴乃子」（石村萬盛堂）とのコラボ
- ブシニャンの刀・ラストブシニャンの刀 - 福岡県を代表する銘菓の一つである「博多の女」（二鶴堂）とのコラボ
- 妖怪のお姫さま ふぶき姫 - 愛知県を代表する銘菓の一つである「なごや嬢」（桃の館）とのコラボ
- コマタルト - 愛媛県を代表する銘菓の一つである「一六タルト」（一六本舗）とのコラボ

## タイアップ

### JR西日本

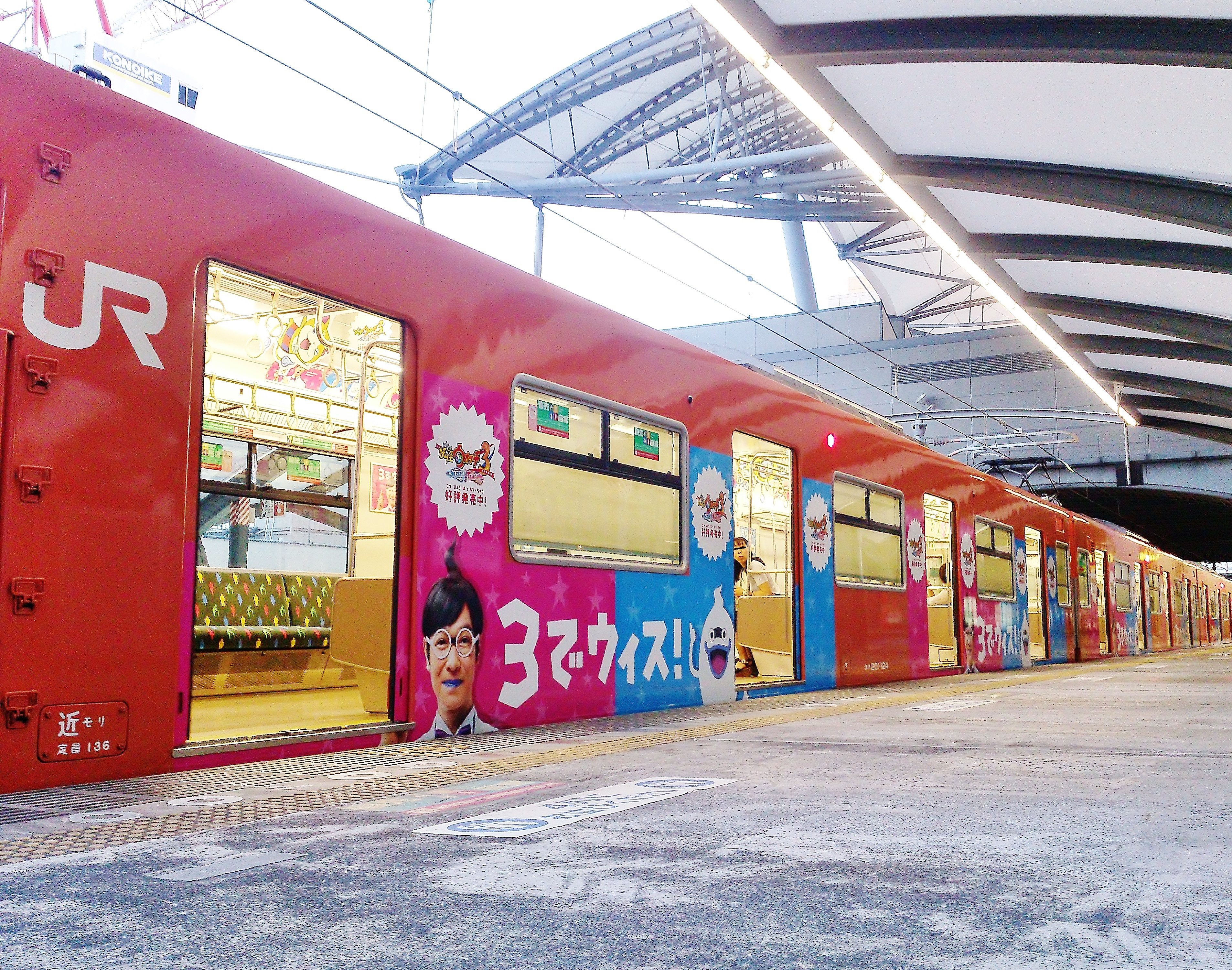
妖怪ウォッチ3 スシ・テンプラ のラッピング電車（201系 LB13編成）

西日本旅客鉄道（JR西日本）では、2014年12月より、映画『妖怪ウォッチ 誕生の秘密だニャン!」の公開に合わせた広告として、「JR西日本 2014冬 妖怪ウォッチスタンプラリー」の開催と同時に201系のラッピング列車を2015年2月までの期間限定で運行した。

### 西武グループ

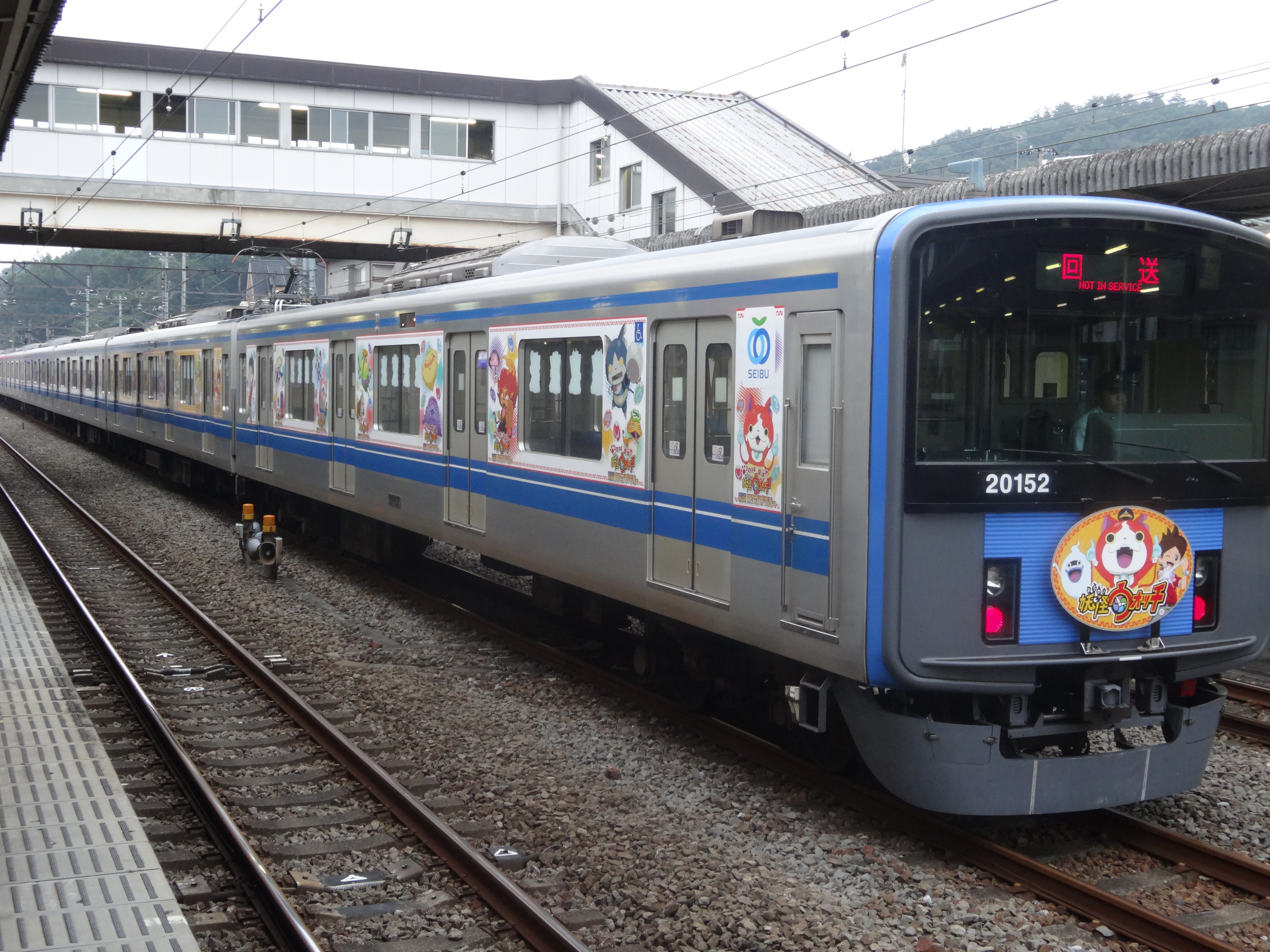
ラッピング電車第1弾（20152編成）

沿線にアニメの制作会社が多く点在する西武鉄道（西武）では、2014年夏休みにスタンプラリーを実施したところ、達成賞の特典である「ともだちウキウキペディア」のプロモーションカードが一時在庫が切れるなど、同社のスタンプラリーとしては最大級の動員を記録した。また、西武20000系電車にラッピングを施した車両を走らせた。好評により2015年夏休みにも再びスタンプラリーが実施された。また、同じ西武グループの伊豆箱根鉄道（大雄山線・駿豆線）でも2015年にスタンプラリーが実施された。

### 西日本鉄道（西鉄）
レベルファイブが福岡県の企業であることから、同県の鉄道会社である福岡市の西日本鉄道（西鉄）とタイアップし、西鉄天神大牟田線を走る西鉄8000形電車に妖怪ウォッチのラッピングを施した車両を走らせていた。期間は2014年12月1日から2015年4月5日まで。

### JR九州
西鉄と同様に、九州旅客鉄道（JR九州）でもラッピング列車の走行を行っていた。車両は九州新幹線を走る新幹線800系電車で、期間は2014年12月20日から2015年3月29日まで（当初の3月1日までの予定を延長）。本作に登場する「ケマモト村」にちなみ、熊本駅に「毛馬本駅」が作られ、スタンプラリーも行われた。

### 日本マクドナルド
日本マクドナルドでは、カレンダーに2007年度版から2014年度版までは『ポケットモンスター』を起用していたが、2015年度版から2017年度版まで『妖怪ウォッチ』を起用していた。2015年度版は、発売から2週間でポケモンカレンダーのギネス世界記録を超える150万部の売上を記録した。また、ハッピーセットでも定期的に起用。初期はウキウキペディアカードが多かったが、2016年より通常形式のおもちゃも登場するようになった。

### 南海電気鉄道（南海電鉄）
関西の南海電気鉄道でも同様のタイアップ企画が行われ、2015年4月29日から6月28日まで南海10000系電車に妖怪ウォッチのラッピングを施して「特急サザン 妖怪ウォッチ号」として運行した。

### ハワイ州観光局
『アロハ!妖怪ウォッチ 楽園ハワイでゲラゲラポー〜!』として2015年3月から2017年2月までキャンペーンを展開。ジバニャンをハワイ州観光局キッズ親善大使に任命し、ハワイの魅力を伝えたりハワイ島内でスタンプラリー等を実施する。

### グアム（プレミアホテルグループ）
『妖怪ウォッチ IN GUAM』としてプレミアホテルグループがグアムに所有する5軒のラグジュアリーホテルにて、2015年6月1日〜2016年3月31日までキャンペーンを展開。ホテルとして世界初となる妖怪ウォッチとコラボしたコンセプトルームや、シールラリー、子供向けフードメニュー、ラッピングバス、ディナーイベント、ようかい体操ダンスイベント等が開催された。シールラリーの景品はグアム限定のオリジナルデザイン。
妖怪ウォッチ IN GUAM 対象ホテル
シェラトン・ラグーナ・グアム・リゾート、ハイアット・リージェンシー・グアム、パシフィック・アイランド・クラブ・グアム、ヒルトン・グアム・リゾート&スパ、ホテル・ニッコー・グアム

### 妖怪関連のタイアップ企画・イベント
- 2016年7月5日〜8月28日に江戸東京博物館、9月10日〜11月6日にあべのハルカス美術館にて、企画展「大妖怪展-土偶から妖怪ウォッチまで」を開催[97]。
- 『週刊ファミ通』（エンターブレイン、KADOKAWA）連載の、本作にまつわる特集コーナー「化け通」とのコラボレーション企画として『怪』Vol.0048（KADOKAWA、2016年7月30日発売）にて「化け通」の命名・題字を担当した京極夏彦による「妖怪ウォッチ談議 -過去に繋がる現代の妖怪-」が掲載された。また『週刊ファミ通』2016年12月15日発売号の付録冊子として「化け通」特別企画を特集し、表紙には水木プロダクション協力のもと、本作のキャラクターデザイナー長野拓造による『ゲゲゲの鬼太郎』との初コラボレーションイラストが描かれた[98]。

## 考察
- 本作がヒットした2014年、これにあやかる形で書籍・ゲーム・イベントなど各メディアで妖怪を扱ったものが続出した。文化人類学者・民俗学者の小松和彦は同年を日本の戦後エンタテイメントにおいて『ゲゲゲの鬼太郎』等から連なる「第4次妖怪ブーム」と位置づけている[99]。
- 2017年1月14日に実施された大学入試センター試験の「日本史A」においては「最近のアニメにおける、かわいい妖怪が増えた背景」に関する問題として、水木しげる『図説 日本妖怪大鑑』に登場する妖怪と共に、当作品の妖怪である「ムダヅカイ」と「ロボニャン」が試験問題の中で登場した[100]。
- 前述の「大妖怪展」展示および京極夏彦のコラム・対談内において、江戸時代の妖怪画でも当時の世相を反映したり駄洒落風の名付けをした妖怪が複数創作されており、本作の妖怪も日本古来の妖怪表現に則ったものと指摘している[3]。

## 事件
- 2014年の発売当時人気商品となった『DX妖怪ウォッチ』『妖怪メダル』等の玩具や、劇場版アニメの購入特典付き前売り券を業者が買い占め、ネットオークション等で高値で転売する事態が発生した[101]。
- 妖怪メダルの玩具を著作権者に無断で制作・販売し、著作権を侵害したとして、2014年11月5日までに群馬県警察が、当行為を行った男を逮捕した。逮捕された直接の容疑は2014年6 - 8月にかけて、インターネットオークションで偽物の妖怪メダル9枚を出品し、利益を得たとしている。男は「はじめは自分の子供に遊ばせる目的で作ったが、同作品の人気が出てきたので（2014年）5月ごろから販売するようになった」と述べ、県警は合計31人に対して51枚、約14万円を売り上げたとしている[102]。
- ゲームアプリ『妖怪三国志 国盗りウォーズ』において、2018年1月14日から17日にかけてインターネット上で取得した専用ツールを利用してサーバーに不正な情報を送信し、有料アイテム計約23万個(約150万円相当)を不正に入手したとして、神奈川県警察サイバー犯罪捜査課と港北署は2019年11月1日までに、私電磁的記録不正作出・同供用の疑いで、兵庫県姫路市に住む高校1年の男子生徒、埼玉県鶴ヶ島市の高校2年の男子生徒など合わせて9人を書類送検した[103]。